# 帕查拉·奇拉堤瓦特
帕查拉·奇拉堤瓦特（曾誤譯為帕查拉·奇拉錫瓦特，羅馬化：Pachara Chirathivat，1993年5月10日—），本名为帕查拉·马塞尔·奇拉堤瓦特（英語：Pachara Marcel Chirathivat）為泰國著名男歌手、演員、模特及音樂家。以飾演電影《音為愛》中的Koong與Kae二角而聞名。曾與朋友組樂團「Rooftop」，並在樂團中擔任鍵盤手。目前為SPICY DISC旗下樂團“WHITE ROSE”的成員。

## 早期生活
Peach於1993年5月10日出生於泰國曼谷，奶奶是英國人，有四分之一的英國血統，在家中三個兄弟姊妹中排行老二。他來自郑氏家族，源自於中國海南，由鄭心平（Tiang Chirathivat）於泰國曼谷落地生根的泰籍華人家族。父親為泰國Central World總裁提拉育·奇拉堤瓦特（Thirayuth Chirathivat），母親Chanadda Chirathivat（Som）為鑽石品牌「Diamonds For Today」創辦人。Peach的姐姐即是同為明星的Pimpisa Chirathivat（Pear），還有一個妹妹Salisa Chirathivat（Pine）。Peach是尚泰集团郑氏家族的第四代。如同其他家族成員一樣，Peach在Central World樓上的Centara Grand飯店也有住處，以方便其在曼谷生活起居。

## 個人生活
根據泰國佛教中男性出家孝道修行的習俗，Peach在2013年5月6日這天於僧王寺進行約三週的修行，並在同年的5月22日結束修行。
目前，Peach已與泰國第3電視台簽訂了為期5年的演員合同，並積極開展業務。位於CentralWorld的「Potato Corner」炸薯條店是Peach在泰國開展的首家分店，且該品牌目前已擁有超過34家分店。此外，Peach還管理著一家電影音樂製作工作室。還是“Viveka Live Concert”&“Vehement Recording”和“Live Music Production”的顧問，也計劃在英國攻讀政治學碩士學位。

## 演艺生涯
帕查拉在2024年3月27日起通过Netflix上线的泰国犯罪电视剧《绝庙骗局》中饰演主角Game。除此之外，他还为此剧进行音乐创作。由于准备这个项目十分耗时，他花了将近一年的时间，写了大约300首歌曲。

## 影視作品

### 電影
| 年度   | 片名                          | 片名   | 角色                                      | 備註     |
| 年度   | 譯名                          | 原文名 | 角色                                      | 備註     |
| 2011年 | 《音為愛》                    |        | Koong（小空）／Kae（小凱） （雙胞胎兄弟） | 主演     |
| 2011年 | 《海苔億萬富翁》              |        | Aitthipat Kulapongvanich （Tob）          | 主演     |
| 2012年 | 《愛無七限: 21/28：與愛再遇》 |        | 未知                                      | 單元客串 |
| 2012年 | 《倒數夜驚魂》                |        | Jack                                      | 主演     |
| 2017年 | 《我們相愛的時刻》            |        | Ton                                       | 主演     |
| 2018年 | 《騎機男孩》                  |        | Sakkarin （Sak）                          | 主演     |
| 2019年 | 《騎機男孩2》                 |        | Sakkarin （Sak）                          | 主演     |
| 2022年 | 《愛情需要編劇：陪病二人組》  |        | Diao （阿刁）                             | 單元主演 |
| 2022年 | 《OMG！爱逢时...亦不逢时》    |        | Pete                                      | 主演     |
| 2024年 | 《屍控大賣場》                |        | Ittichai （Itt）                          | 主演     |

### 電視劇
| 首播年份 | 戲名                   | 戲名   | 播放平台                        | 角色                               | 備註                   |
| 首播年份 | 譯名                   | 原文名 | 播放平台                        | 角色                               | 備註                   |
| 2012年   | 《Lieutenant Opas 2》  |        | Modernine TV                    | Edward                             | 客串 （第3集）         |
| 2013年   | 《我的旋律·360度的愛》 |        | Modernine TV                    | Win                                | 未知                   |
| 2013年   | 《荷爾蒙》             |        | GMM One                         | Chaichana Charatchaipracha （Win） | 主演                   |
| 2014年   | 《荷爾蒙2》            |        | GMM One                         | Chaichana Charatchaipracha （Win） | 主演                   |
| 2015年   | 《荷爾蒙3》            |        | GMM One                         | Chaichana Charatchaipracha （Win） | 客串 （第5集與第13集） |
| 2016年   | 《太陽之力》           |        | Ch3Thailand                     | Wisut                              | 配角                   |
| 2018年   | 《辛德瑞拉的詭計》     |        | Ch3Thailand                     | Pakawat （Wat）                    | 主演                   |
| 2018年   | 《跨越深海2018》       |        | Ch3Thailand                     | Duan                               | 配角                   |
| 2022年   | 《逐愛遊戲》           |        | Ch3Thailand                     | Pattarapong Wongtara （Pat）       | 客串                   |
| 2022年   | 《纏愛之根》           |        | Ch3Thailand                     | Ribadin                            | 主演                   |
| 2024年   | 《Thicha》             |        | One 31（剪辑版） oneD（完整版） | Phatchai                           |                        |
| 已取消   | 《Faceless Love》      |        | GMM25                           | Chanon                             | 配角                   |

### 網路劇
| 首播年份 | 戲名         | 戲名   | 播放平台 | 角色 | 備註 |
| 首播年份 | 譯名         | 原文名 | 播放平台 | 角色 | 備註 |
| 2023年   | 《曼谷寓言》 |        | WeTV     | Ek   | 主演 |
| 2024年   | 《绝庙骗局》 |        | Netflix  | Game | 主演 |

### 單元劇
| 首播年份 | 戲名                                    | 戲名   | 播放平台 | 角色 | 備註 |
| 首播年份 | 譯名                                    | 原文名 | 播放平台 | 角色 | 備註 |
| 2023年   | 《Club Friday The Series 14：愛情危機》 |        | One 31   | New  | 主演 |

### 其他作品
| 首播年份       | 名稱   | 名稱   | 播放平台     | 角色     | 備註     |
| 首播年份       | 譯名   | 原文名 | 播放平台     | 角色     | 備註     |
| 2012年12月12日 | 不適用 |        | Modernine TV | 樂團主唱 | 教育短片 |

## 來源
1. ↑  . 看見泰國. 2022-06-01  [2024-05-11]. （原始内容存档于2024-05-11） –Yahoo （中文（臺灣））.
2. ↑  . 泰国日报. 2024-03-28 （泰语）.
3. ↑  . The Economic Times. 2024-02-27  [2024-03-22]. （原始内容存档于2024-03-22）.
4. ↑  Shivakumar, Visvetch. . meaww.com. 2024-03-08  [2024-03-22]. （原始内容存档于2024-03-22）.

## 外部連結
- 帕查拉·奇拉堤瓦特的Instagram帳戶（泰文）
- 帕查拉·奇拉堤瓦特的X（前Twitter）
- 帕查拉·奇拉堤瓦特在互联网电影资料库（IMDb）上的資料（英文）